# Frozen in Time
Frozen in Time je šesti studijski album američkog death metal-sastava Obituary objavljen 18. srpnja 2005. godine. Prvi je album sastava od ponovnog okupljanja 2003. godine. Posljednji je album sastava s gitaristom Allenom Westom. Također prvi je album sastava od albuma World Demise objavljen u 1994. godine i posljednji koji je producirao Scott Burns.

## Popis pjesama
Tekstovi: John Tardy. 
| 1.    | »Redneck Stomp« (Instrumental) | Allen West, Donald Tardy | 3:32 |
| 2.    | »On the Floor«                 | Tardy                    | 3:10 |
| 3.    | »Insane«                       | Tardy                    | 3:25 |
| 4.    | »Blindsided«                   | West, Tardy              | 2:56 |
| 5.    | »Back Inside«                  | Trevor Peres, Tardy      | 2:42 |
| 6.    | »Mindset«                      | West, Tardy              | 3:54 |
| 7.    | »Stand Alone«                  | Peres, Tardy             | 3:44 |
| 8.    | »Slow Death«                   | West, Tardy              | 3:03 |
| 9.    | »Denied«                       | Peres, Tardy             | 3:37 |
| 10.   | »Lockjaw«                      | Peres, Tardy             | 4:13 |
| 34:16 |                                |                          |      |

| Dodatne pjesme na japonskom izdanju | Dodatne pjesme na japonskom izdanju | Dodatne pjesme na japonskom izdanju | Dodatne pjesme na japonskom izdanju | Dodatne pjesme na japonskom izdanju | Dodatne pjesme na japonskom izdanju | Dodatne pjesme na japonskom izdanju | Dodatne pjesme na japonskom izdanju | Dodatne pjesme na japonskom izdanju | Dodatne pjesme na japonskom izdanju |
| Br.                                 | Skladba                             | Trajanje                            |                                     |                                     |                                     |                                     |                                     |                                     |                                     |
| ----------------------------------- | ----------------------------------- | ----------------------------------- | ----------------------------------- | ----------------------------------- | ----------------------------------- | ----------------------------------- | ----------------------------------- | ----------------------------------- | ----------------------------------- |
| 11.                                 | »Threatening Skies« (uživo)         | 2:39                                |                                     |                                     |                                     |                                     |                                     |                                     |                                     |
| 12.                                 | »By the Light« (uživo)              | 2:56                                |                                     |                                     |                                     |                                     |                                     |                                     |                                     |
| 39:51                               |                                     |                                     |                                     |                                     |                                     |                                     |                                     |                                     |                                     |

## Zasluge
| Obituary - John Tardy - vokali - Allen West - glavna gitara - Trevor Peres - ritam gitara, dizajn - Frank Watkins - bas-gitara - Donald Tardy - bubnjevi | Ostalo osoblje - Aaron Callier - inženjer zvuka - Tom Morris - mastering - Daragh McDonagh - slike (sastava) - Scott Burns - produkcija - Mark Prator - produkcjia, inženjer zvuka, miksanje - Andreas Marschall - omot |